# Zattera
La zattera è un'imbarcazione di forma piana formata da tronchi d'albero o piante legati tra loro, governate attraverso un remo, detto appunto remo di governo. La persona che manovra il remo, o che esercita questo mestiere, viene chiamata zattiere. 
La zattera era utilizzata soprattutto presso i popoli primitivi; ora però viene usata come mezzo di trasporto di merci come ad esempio legname e il mestiere dello zattiere è tuttora praticato. Le zattere basano il loro principio di funzionamento sul fatto che il peso specifico del legno è inferiore a quello dell'acqua, permettendone dunque il galleggiamento secondo il noto principio di Archimede. 
Esistono anche altri tipi di zattere dette di salvataggio usate sulle barche in caso di emergenza; sono formate da tubolari autogonfiabili di solito di colore arancione o rosso, che venivano chiamate zattere Carley, dal nome del suo inventore.

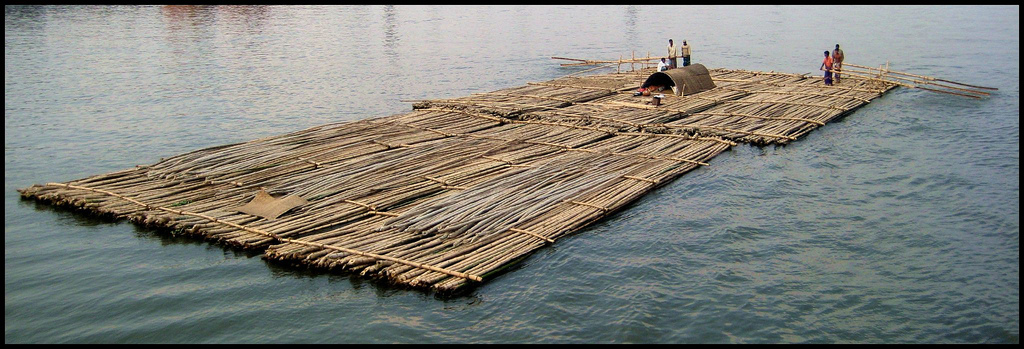
Una zattera di bambù in Bangladesh

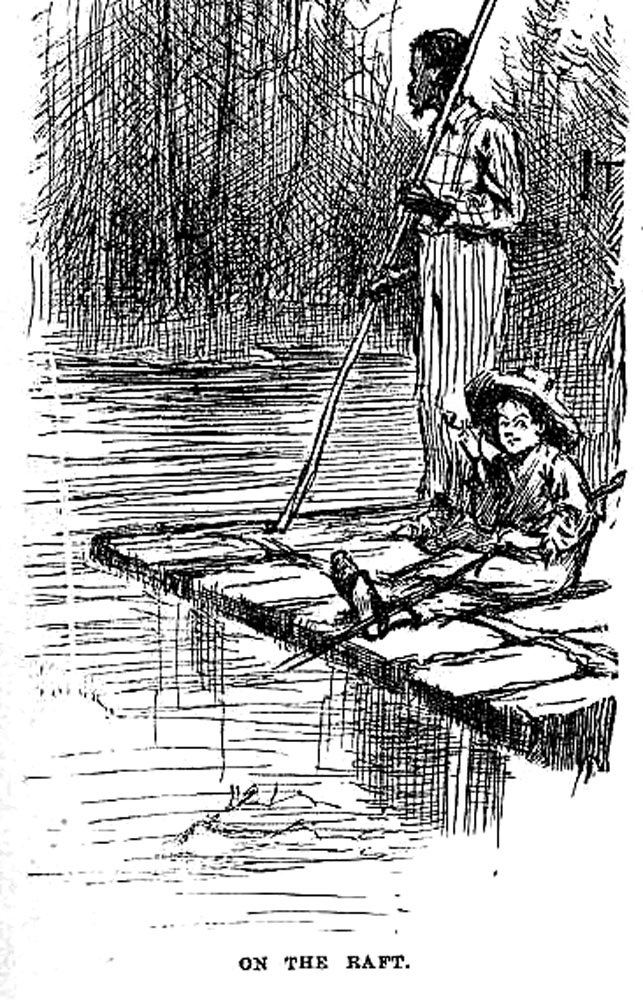
Una zattera tradizionale tratta dalle avventure di Huckleberry Finn edizione 1884